# (2154) Underhill
(2154) Underhill ist ein Asteroid des Hauptgürtels, der am 24. September 1960 vom niederländischen Forscherteam Cornelis Johannes van Houten, Ingrid van Houten-Groeneveld und Tom Gehrels im Rahmen des Palomar-Leiden-Surveys entdeckt wurde.
Der Name des Asteroiden ist von der kanadischen Astrophysikerin Anne B. Underhill abgeleitet.